# Batalla del Río Sucro
La Batalla del Sucro fue un enfrentamiento militar librado en el 75 a. C., entre las legiones optimates de la República romana al mando de Cneo Pompeyo Magno y los rebeldes populares de Quinto Sertorio, en el contexto de la Guerra Sertoriana.

## Antecedentes
En el 75 a. C., después de la derrota de sus lugartenientes por el procónsul de la Hispania Citerior, Cneo Pompeyo Magno, en Valentia, el procónsul rebelde Quinto Sertorio marchó contra él sabiendo que estaba distraído conquistando Belgida. Sertorio dejó a sus subordinados enfrentarse al procónsul de la Hispania Ulterior, Quinto Cecilio Metelo Pío, quien los venció en Itálica y decidió marchar contra el líder rebelde.

## Batalla
Sin embargo, ni Sertorio ni Pompeyo deseaban esperar a Metelo y decidieron dar batalla a orillas del río Sucro (Río Júcar). El primero para no enfrentar a sus dos enemigos a la vez y el segundo porque no deseaba compartir la gloria de vencer al rebelde. Por este mismo motivo, el rebelde decidió acercar a sus hombres en formación durante la noche, pues conocía el terreno y Pompeyo no, lo que le permitía atacar o retirarse sin temor.
El combate fue indeciso, pues ambos bandos tuvieron un ala que venció a su rival. Sertorio atacó al legado Lucio Afranio, que mandaba la izquierda pompeyana, pero cuando se enteró de que sus hombres retrocedían ante el ataque de Pompeyo, que mandaba su ala derecha, dejó a cargo a algunos generales y salió a enfrentarlo. Pudo reunir a los guerreros que ya estaban en retirada y les dio ánimos a los que aún resistían. Luego ordenó una carga contra Pompeyo, que estaba persiguiéndolos, y lo forzó a retirarse.
Debe mencionarse que en medio del combate Pompeyo, que iba a caballo, fue atacado por un gran guerrero que luchaba a pie. El procónsul consiguió cortarle la mano a su enemigo, aunque el resultó levemente herido. Fue en ese momento que las tropas sertorianas cargaron y lo forzaron a huir con sus soldados, debiendo abandonar a su caballo con su casco de oro y adornos finos. Los rebeldes empezaron a pelearse por el botín y no siguieron en su persecución. Se dice que Pompeyo fue herido en su pierna.
Entre tanto, Afranio, una vez liberado de la presión de Sertorio, consiguió avanzar y tomar el campamento enemigo. Sus soldados lo saquearon hasta la noche sin enterarse de la derrota de Pompeyo. Finalmente se retiró pero entonces estaba regresando Sertorio, quien consiguió dar muerte a numerosos pompeyanos rezagados. Al día siguiente, ambos generales formaron a sus hombres para dar batalla, pero al enterarse de que se acercaba Metelo, Sertorio ordenó la retirada y dispersión de sus guerreros para reunirse en un punto previamente pactado. Se dice que ante la llegada de Metelo, Sertorio exclamó: «A fe que al mozuelo éste, si la vieja no hubiera llegado, le habría yo dado una zurra y lo habría enviado a Roma».

## Consecuencias
Pompeyo había sufrido unas 10.000 bajas y Sertorio padeció un número similar de pérdidas. A pesar de esto, supo recomponer sus fuerzas, ganándose la admiración de muchos. Metelo y Pompeyo se reunieron poco después. El segundo ordenó a sus lictores dejar sus fasces en señal de respeto al mayor rango del primero, que anteriormente había sido cónsul, pero Metelo se negó a tal acto e hizo que todos les trataran como iguales. Decidieron acampar en el mismo campamento, pero sus ejércitos estaban en secciones completamente separadas. Pronto iba a librarse una nueva gran batalla donde Sertorio sufriría grandes bajas.